# Прибытково (Березниковский сельсовет, Вологодский район)
Прибытково — заброшенная деревня в Вологодском районе Вологодской области.
Входит в состав Новленского сельского поселения (с 1 января 2006 года по 8 апреля 2009 года входила в Березниковское сельское поселение), с точки зрения административно-территориального деления — в Березниковский сельсовет.
Расстояние до районного центра Вологды по автодороге — 96 км, до центра муниципального образования Новленского по прямой — 18 км. Ближайшие населённые пункты — Минино, Кобелево, Погост Еленга, Лукинское, Ларькино.
По переписи 2002 года население — 3 человека.